# Stadion Miejski w Surdulicy
Stadion Miejski – stadion piłkarski w Surdulicy, w Serbii. Został otwarty w 1955 roku. Może pomieścić 3312 widzów. Swoje spotkania rozgrywają na nim piłkarze klubu Radnik Surdulica.
Piłkarze powstałego w 1926 roku klubu Radnik Surdulica początkowo grali na boisku znajdującym się w miejscu obecnego parku miejskiego. Po zakazie gry w tym miejscu wydanym przez lokalne władze klub przeniósł się na boisko w pobliżu sanatorium, a następnie w piłkę grano w pobliskich wsiach Masurica i Alakince. Po wybuchu II wojny światowej klub zawiesił swoją działalność. Po jej wznowieniu w 1946 roku zespół miał swoje boisko we wsi Belo Polje. W 1955 roku oddano do użytku boisko w Surdulicy, w miejscu gdzie znajduje się ono do dziś. W 1987 roku dokonano jego modernizacji i wybudowano trybunę główną po stronie południowej. W latach 2013 i 2015 dokonano kolejnych modernizacji, tworząc trybuny po stronie zachodniej, północnej i wschodniej. W 2015 roku Radnik Surdulica po raz pierwszy w historii awansował do najwyższej klasy rozgrywkowej. 23 maja 2018 roku na stadionie rozegrano mecz finałowy piłkarskiego Pucharu Serbii (Partizan Belgrad – Mladost Lučani 2:1).